# Ecovila

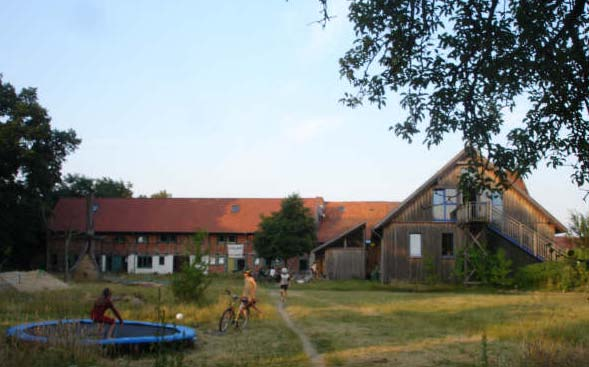
Sieben Linden

Ecovila é um modelo de assentamento humano sustentável. São comunidades urbanas ou rurais de pessoas que tem a intenção de integrar uma vida social harmônica a um estilo de vida sustentável. Ecovilas são entidades autônomas na medida em que preenchem, numa área limitada e apreensível, as principais funções sociais: moradia, sustento, produção, vida social, lazer, etc. Nesse sentido pode-se entender uma ecovila como um microcosmo.

## Histórico
Ao longo de milhares de anos a humanidade viveu em comunidades sustentáveis, em contato íntimo com a natureza, desenvolvendo uma gigantesca diversidade cultural, onde em geral imperava uma estrutura social de apoio mútuo e cooperação. O evento da sociedade patriarcal e guerreira é bastante recente (16.000 anos), mas tem causado um grande impacto no planeta. Enquanto isso as sociedades tradicionais lutam por sobreviver.
Neste contexto as ecovilas surgem como modelos alternativos ao padrão insustentável das sociedades modernas, incorporando os antigos conhecimentos com a moderna ciência e filosofia. De acordo com um número crescente de cientistas, teremos que aprender a viver de forma sustentável, se quisermos sobreviver como espécie. Os modelos de sustentabilidade desenvolvidos ao longo de mais de 40 anos pelas milhares de ecovilas ao redor do mundo formam um grande banco de dados de soluções aos atuais problemas da humanidade e fonte de riquíssimas experiências que podem ajudar a reconectar as pessoas à Terra numa forma que permita o bem estar de todas as formas de vida e futuras gerações.
Os defensores das ecovilas afirmam que o ser humano é capaz de criar uma vida cheia de amor e sentido. E essa seria a parte central numa ecovila, sua vida social, cultural e espiritual. Segundo eles, os seres humanos são seres sociais e amorosos por natureza, apesar de a cultura ocidental moderna valorizar em excesso o individualismo, a competição, a violência, o poder, o controle, a desconfiança e a apropriação. Reconectar os seres humanos a sua natureza significaria barrar estes valores, limpando esta carga cultural, e colocando a cooperação, o amor, o respeito, a transparência, a solidariedade e a confiança novamente no centro de suas vidas.
Em 1998, as ecovilas foram nomeadas oficialmente na lista da ONU das 100 melhores práticas para o desenvolvimento sustentável, como modelos excelentes de vida sustentável.
Elas surgem de acordo com as características de suas próprias bio-regiões e englobam tipicamente quatro dimensões: a social, a ecológica, a cultural e a espiritual, combinadas numa abordagem que estimula o desenvolvimento comunitário e pessoal.
O conceito de ecovilas oferece um único modelo, embora com múltiplas manifestações locais. No núcleo do modelo está a celebração da diversidade cultural, espiritual e ecológica e o impulso para se recriar comunidades humanas em que as pessoas possam redescobrir as relações saudáveis e sustentáveis consigo mesmas, a sociedade e a Terra. O modelo de ecovila tem proposto soluções viáveis para erradicação da pobreza e da degradação do meio-ambiente e combina um contexto de apoio sócio-cultural com um estilo de vida de baixo impacto.
O que é sustentado numa ecovila não é o crescimento econômico ou o desenvolvimento, mas toda a rede de vida da qual depende nossa sobrevivência futura de longo prazo.
Uma ecovila é programada de tal maneira que os negócios, as estruturas físicas e tecnológicas não interfiram com a habilidade inerente à natureza de manter a vida.
Um dos princípios fundamentais do modelo é não tirar da Terra mais do que podemos devolver a ela. E assim fazendo, potencialmente, a comunidade pode continuar indefinidamente. Um dos conceitos utilizados nas ecovilas é o da permacultura, que é um sistema de desenho sustentável.
A implementação das ecovilas envolve um esforço das bases, de baixo para cima, mais do que a abordagem de cima para baixo. Cada ecovila dentro do seu próprio contexto cultural e ambiental, busca e demonstra soluções locais, usando tecnologias apropriadas, materiais locais, know-how local e antes de tudo oferecendo soluções compatíveis e acessíveis a todos.
O conceito de ecovila tem sido promovido e implementado por grupos espalhados pelo planeta, muitas vezes com recursos limitados e mínimo apoio institucional ou governamental. Estes grupos demonstram exemplos viáveis de vida auto-sustentada, modelos positivos traduzidos em realidade, para que outros grupos e indivíduos possam aprender, e inspirar-se onde o sucesso já foi alcançado.
Essa é a missão do movimento das ecovilas: explorar novas fronteiras e praticar aplicações concretas para a sustentabilidade. Nesta busca elas tecem uma filosofia de harmonia e paixão, sonho e visão, de terra e cosmo, de tecnologia e espírito, de educação e ativismo, de dança e canto, de ciclo e equilíbrio, de morte e renovação. Ecovilas, em síntese, honram, restauram e celebram os quatro elementos e seus processos interconectados na Natureza e nas pessoas.

## Características
Para alcançar este objetivo, as ecovilas incluem em sua organização muitas práticas como:
1. Produção local e orgânica de alimentos;
2. Utilização de sistemas de energias renováveis;
3. Utilização de material de baixo impacto ambiental nas construções (bioconstrução ou arquitetura sustentável);
4. Criação de esquemas de apoio social e familiar;
5. Diversidade cultural e espiritual;
6. Governança circular e empoderamento mutuo, incluindo experiência com novos processos de tomada de decisão e consenso;
7. Economia solidária, cooperativismo e rede de trocas;
8. Educação transdisciplinar e holística;
9. Sistema de Saúde integral e preventivo;
10. Preservação e manejo de ecossistemas locais;
11. Comunicação e ativismo global e local.

## Nascimento da Rede Global de Ecovilas (GEN)
O ímpeto que levou várias comunidades intencionais a se unirem formando a GEN - Rede Global de Ecovilas partiu da organização Gaia Trust da Dinamarca. No início da década de 90 Ross e Hildur Jackson, diretores da Gaia Trust, perguntaram como sua organização poderia usar melhor seus recursos para avançar o movimento de sustentabilidade. Eles advogavam que na nossa sociedade tecnológica precisava-se de bons exemplos do que significa viver em harmonia com a Natureza, de uma forma sustentável e espiritualmente interconectada.
Em 1991 Gaia Trust, convidou Robert e Diane Gilman, editores da revista In Context, para fazer uma pesquisa de campo e identificar os melhores exemplos de comunidades sustentáveis ao redor do mundo. O resultado de sua pesquisa revelou a existência de muitas comunidades em busca de sustentabilidade, entretanto a ecovila ideal, sem ‘gaps’, ainda não existia. No entanto, se reuníssemos todos os projetos existentes, poderíamos identificar a emergência de uma nova visão, cultura e estilo de vida que poderia funcionar como modelo positivo de um futuro humano e planetário viável e sustentável.
Em seu relatório – Ecovilas e Comunidades Sustentáveis – pela primeira vez uma ecovila é definida como:
"(…) uma grandeza humana, um povoado autônomo no qual as atividades humanas são harmoniosamente integradas na natureza de forma a promover um desenvolvimento humano saudável e que possa ser mantido indefinidamente.”
Com base no relatório Gilman, representantes de algumas comunidades bem estabelecidas começaram a se reunir a partir de 1991 para discutir uma estratégia de desenvolvimento e difusão do conceito de ecovilas. Foram estabelecidas conexões e identificadas áreas comuns nas quais podíamos entusiasticamente trabalhar juntos. Em 1995 num encontro histórico realizado na Fundação Findhorn o conceito de ecovilas foi lançado globalmente. Neste encontro estavam presentes comunidades que, como Findhorn, já haviam adquirido uma maturidade no seu experimento comunitário e uma complexidade social e econômica. Estas comunidades estavam se tornando vilas auto-sustentáveis e já era tempo de reafirmarem um novo estágio no seu caminhar.
A conferencia “Ecovilas e Comunidades Sustentáveis – modelos de vida no Século XXI”, atraiu 400 participantes de todo o mundo, e mais 300 que não puderam acompanhar. Nesta ocasião foi estabelecida a Rede Global de Ecovilas (GEN), com um secretariado internacional na Dinamarca e três regionais: nos Estados Unidos cobrindo todas as Américas, na Austrália cobrindo a Oceania e a Ásia, na Alemanha cobrindo o continente Europeu e África.
Cada secretariado recebeu o mandato de construir e fortalecer redes regionais e nacionais, de promover cooperação entre as regiões, e de divulgar a experiência das ecovilas para os formuladores de políticas, planejadores e o público em geral.
Criada em 1995 por 9 ecovilas “sementes”, The Farmnos EUA, Lebensgarten na Alemanha, Crystal Waters na Australia, Eco-ville St Petersburg na Russia, Gyurufu na Hungria, Projeto Laddak na India, Auroville na India, Findhorn Foundation na Escócia e a Associação Dinamarquesa de Ecovilas na Dinamarca.
Hoje a  engloba mais de 15.000 ecovilas transformando-se no que é chamado de “A Revolução do Habitat”.
Membros da rede incluem redes como - Sarvodaya (11 mil vilas tradicionais no Sri Lanka); - Eco Yoff e Colufifa (350 vilas no Senegal); - o projeto Ladakh, no planalto tibetano; - ecocidades como Auroville no sul da Índia e Nimbin na Austrália; - pequenas ecovilas rurais como a Gaia Asociación na Argentina e Huehuecoyotl no México; - projetos de rejuvenescimento urbano como o Eco Village de Los Angeles e Christiania de Copenhagen; - projetos de permacultura como a referida Crystal Waters na Austrália e Barus no Brasil; - e centros educacionais como Findhorn Ecovillage na Escócia; o Centre for Alternative Technology no País de Gales; Earthlands em Massachusetts; Tamera em Portugal e muitos outros.
O movimento foi muito auxiliado pelo surgimento da Internet, como um instrumento de uma rede internacional e, podemos afirmar que a rede virtual fez o movimento descobrir sua real força e diversidade.
Hoje, a GEN leva a mensagem das ecovilas aos principais fóruns governamentais e sociedades civis. É um importante participante do programa de treinamento das Nações Unidas para ajudar governos locais a implementar a Agenda 21 e a Agenda Habitat, tem status consultivo como uma ONG na ONU, tem representantes em eventos como o Encontro Mundial para o Desenvolvimento Sustentável (World Summit on Sustainable Development) e os Fóruns Sociais Mundial e Europeu, além de se apresentar em inúmeros congressos e seminários sobre temas relacionados em todo o mundo.

## Análise por Sistemas

### Água
Fonte de vida, a água e seu ciclo são essências para a manutenção dos ecossistemas e do ser humano.
A falta de cuidado com a água em quase todas as cidades no mundo é alarmante. Mas as soluções já estão por aí. Para que as cidades sejam de fato sustentáveis, é preciso que haja uma ampla educação e conscientização, e a descentralização nos sistemas de tratamento de águas. As soluções em pequena escala são muito importantes. Em muitas regiões, é um recurso bastante escasso, e nesses casos, é essencial captar água da chuva e armazená-la em cisternas.
Para bombear a água para locais mais altos pode-se utilizar bombas manuais de PVC,  construídas manualmente a baixo custo, ou então por meio do carneiro hidráulico, que aproveita a energia do próprio curso d'água. Esta água pode ser armazenada em cisternas de ferrocimento.
Toda água adquirida de chuvas pode ser filtrada por meio de biofiltros hidropônicos de aguapé, carvão, areia e brita. Ou então por meio de leitos filtrantes com areia e taboa ou lírio do mato. A água utilizada em alimentos e no banho pode ser encanada e filtrada da mesma forma que a água da chuva com estes filtros. Para consumo, podem ser utilizados filtros de barro, que são adquiridos facilmente e são muito baratos.

### Bioconstrução

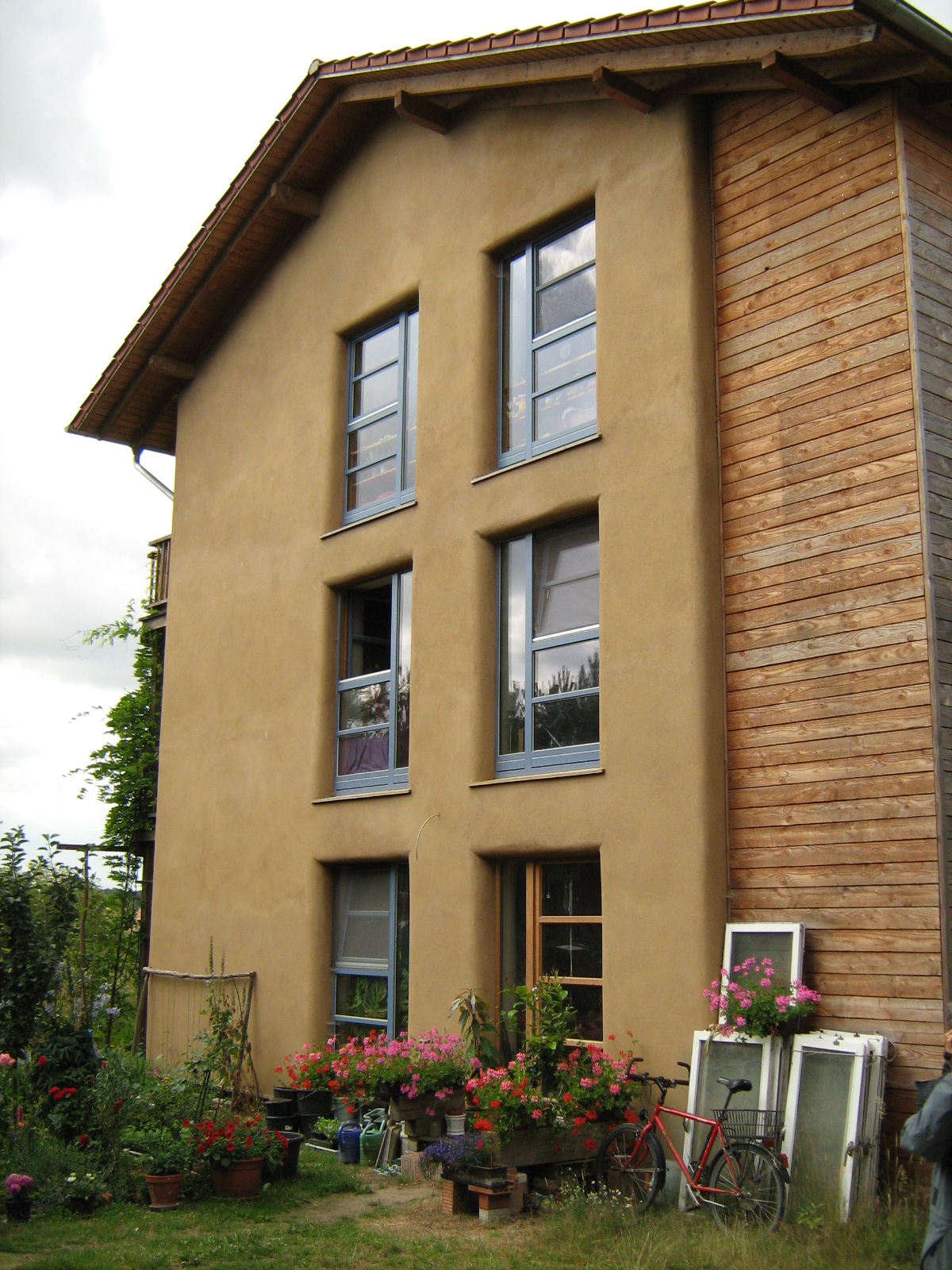
Casa de palha e barro, em Sieben Linden

A indústria do setor de construção é uma das que mais poluem e destroem o ambiente.
Existe hoje uma infinidade de conhecimentos em bioconstrução, que além de utilizar materiais ecológicos, resolve uma grande quantidade de problemas nas moradias, principalmente ao que se refere à economia de energia e bem estar. A posição solar, a arquitetura que otimiza a luz natural, ventilação, aquecimento e resfriamento passivo, enfim, há várias formas de se otimizar a economia energética e o bem estar.
Algumas opções de materiais são: tijolos-ecológicos, feitos de barro prensado, construções com cob, fardos de palha e barro (excelentes para o isolamento térmico), pau-a-pique, taipa de pilão, etc.
Para o telhado, uma boa alternativa é o chamado telhado verde, que possui grande poder de isolamento térmico no inverno e arrefecimento por evapotranspiração das plantas no verão, diminuindo sensivelmente os gastos com energia para aquecimento e resfriamento dos ambientes. As águas cinzas podem ser aproveitadas para irrigar o telhado verde.

### Economia solidária e consumo consciente
A sustentabilidade econômica de uma comunidade se fortalece na medida em que as trocas se tornam cada vez mais locais, com a criação de uma rede de colaboração e trocas, uma moeda social, pequenos negócios e incentivos locais.
O consumo hoje é a medida do sucesso pessoal na sociedade moderna. Entretanto, este nem sempre está associado à qualidade de vida e à felicidade, e sim, muitas vezes, à deterioração das comunidades e dos ecossistemas. Além disso, estamos hoje presos a um sistema onde somos obrigados a trabalhar, sem tempo livre, para poder consumir produtos que não correspondem as nossas necessidades, e de seguir modelos de sucesso e imagem criados pela mídia.
Estarmos conscientes de como participamos da estrutura socioeconômica mundial, geradora de concentração de renda, pobreza, violência, doenças e ignorância, é o primeiro passo para mudarmos o sistema, e deixarmos de ser "vitimas". O segundo é a escolha do que e quanto consumir.
A organização do trabalho dentro da comunidade depende dos conhecimentos e habilidades dos seus integrantes.
Em muitas ecovilas tem sido prezada a autossuficiência em materiais, alimentos e serviços. Em outras, há um forte trabalho com o setor público, visitantes, trabalhos com a comunidade dos arredores, cursos, projetos, festivais e todo tipo de atividades que tragam algum retorno à comunidade e beneficie o máximo de pessoas.

### Energia
A energia elétrica pode ser gerada localmente por painéis solares, geradores eólicos, moinho de água, biogás, ou outras fontes.
Os custos são compensados a longo prazo, com a economia gerada e com a venda da energia excedente para a rede pública de energia elétrica, que atualmente é vendida a preço mais alto do que a comprada.
Existe atualmente uma infinidade de tecnologias ecológicas de captação e uso de energia, e muitas ainda a serem desenvolvidas.

### Governança circular, empoderamento e decisões por consenso
Como em toda sociedade, as ecovilas também tem uma organização política e social. Os acordos de convivência, as habilidades de comunicação, partilhas emocionais, "feedbacks", mediação de conflitos, e o fortalecimento da visão comum são pontos cruciais para a determinação do bom convívio.
As decisões em geral são feitas por algum sistema de consenso ou através de conselhos. Há também uma forte tendencia para o empoderamento, ou seja, compartilhar poder e responsabilidades.

### Permacultura
Se refere a cultura de englobar métodos holísticos para planejar, atualizar e manter sistemas de escala humana (jardins, vilas, aldeias e comunidades) ambientalmente sustentáveis, socialmente justos e financeiramente viáveis.

### Produção local de alimentos orgânicos
Em quase todas ecovilas, a produção de alimentos saudáveis e o cuidado da terra, dentro dos princípios da permacultura, é uma pratica bastante comum, em pequena ou grande escala. Na permacultura, é muito importante o contato, observação e compreensão da terra e ecossistemas locais. A partir disso, se cria um design sustentável de um sistema muito produtivo, resistente e belo, com pouco uso de energia e sem desperdícios.

### Transporte
Enquanto não surgirem alternativas ao motor de combustão, necessitar o mínimo possível de transportes que utilizem combustíveis fosseis seria o ideal, e as alternativas são a bicicleta, trem, transporte coletivo, sistema de caronas e a diminuição da distancia entre o local de trabalho e de moradia, que ajudam muito a diminuir os custos e a pegada ecológica.

### Tratamento de rejeitos
Uma forma inteligente de tratar dejetos é utilizar o banheiro seco. Não gasta água e não produz esgoto. O sol, o tempo e as minhocas fazem o trabalho de transformar matéria orgânica em fertilizante. O interior pode ser igual ao de um banheiro comum, mas em vez de água na descarga, serragem.
Outra alternativa são os biodigestores, que geram um fertilizante líquido que pode ser utilizado na irrigação da lavoura da ecovila. O biogás produzido com dejetos humanos não é muito expressivo, mas pode complementar outras fontes de combustível.
O lixo passa pela coleta seletiva, e sempre que possível é reciclado ou transportado para centros de reciclagem. Todo lixo orgânico gerado passa por um processo de compostagem ou vermicompostagem e seu subproduto é ser utilizado como adubo para as hortas e áreas verdes.
As águas cinzas (pia, ducha, da limpeza de roupas, etc.) podem ser tratadas num sistema de tanques com filtros e plantas aquáticas, que purificam a água, graças às bactérias que vivem em suas raízes. Veja no site o Ipema[ligação inativa] para mais detalhes.